# Eric Whitacre
Eric Whitacre, né le 2 janvier 1970 à Reno (Nevada), est un compositeur américain de musique orchestrale, de chant choral et de musique électronique. Il a également dirigé plusieurs ensembles sur les continents européen, asiatique, australien et américain.

## Biographie
Whitacre a commencé sa formation musicale lors de ses études à l'Université du Nevada (Las Vegas), où il a étudié la composition avec le compositeur ukrainien d'avant-garde Virko Baley et la direction de chœur avec David Weiller. C'est là qu'il a écrit son triptyque Ghost Train pour orchestre. Whitacre a obtenu une maîtrise de musique en 1997 à la Juilliard School, au sein de laquelle il s'est perfectionné en composition avec John Corigliano et David Diamond.
À partir des années 2000, Eric Whitacre est devenu un compositeur remarqué pour sa musique pour chœurs et sa musique pédagogique. Certaines de ses pièces pour chœurs sont devenues des pièces particulièrement populaires au sein des ensembles vocaux de lycée et d'université en Amérique.
La musique d'Eric Whitacre (et particulièrement sa musique pour chœur) a inspiré la création des festivals de musique nationaux et internationaux. En juillet 2004, l'opéra de Sydney a hébergé la première édition du festival pour orchestres Eric Whitacre. En juin 2007, Venise et Florence ont hébergé le premier festival Whitacre de Venise.
Le compositeur américain est un membre fondateur du consortium BCM International, un quatuor de compositeurs (avec Steven Bryant, Jonathan Newman et James Boonney) qui, selon ce qu'ils annoncent être leur mission, aspire à « enrichir le répertoire pour cordes avec de la musique hors des cadres de la pensée traditionnelle et du cliché idiomatique ».
Eric Whitacre a lancé un projet de Virtual Choir (Chœur Virtuel) par un premier essai avec Sleep, puis avec Lux Aurumque en 2009 et ensuite avec Sleep (2.0) de nouveau en 2010. La vidéo de Lux Aurumque, avec un chœur virtuel de 185 voix de 12 pays, a  été qualifiée d'« expérience musicale encore meilleure qu'attendue », et a été visionnée plus d'un million de fois pendant les deux mois suivant sa sortie.
Le projet Sleep 2.0 a débuté en octobre 2010 et le processus de téléchargement de vidéos a pris fin le 10 janvier 2011. 2 051 vidéos individuelles ont été reçues de 58 pays, ce qui représente un nouveau record mondial pour un chœur virtuel en ligne.
Eric Whitacre a expliqué son processus créatif lié aux nouvelles technologies lors d'une Keynote  de la conférence USI 2014.
Il vit à Los Angeles en Californie.

## Œuvres

### Pour harmonie
- Lux Aurumque
- October
- Godzilla eats Las Vegas!

### Pour orchestre
- Equus
- Le triptyque Ghost Train
  - Ghost Train
  - At the Station
  - Motive Revolution
- Godzilla Eats Las Vegas!
- Noisy Wheels of Joy
- October
- Sleep (transcription du chant choral)
- Lux Aurumque (transcription du chant choral, transposé un demi-ton plus bas de do# mineur à do mineur)
- Cloudburst (transcription du chant choral)

### Pour chœur
- A Boy and A Girl (poème d'Octavio Paz)
- Alleluia (pièce de Noël)
- Animal Crackers (pour chœur et piano, poèmes d'Ogden Nash)
  - The Panther
  - The Cow
  - The Firefly
- Cloudburst  (poème d'Octavio Paz)
- Five Hebrew Love Songs (poème de Hila Plitmann)
- Her Sacred Spirit Soars (poème de Charles Anthony Silvestri)
- Leonardo Dreams of His Flying Machine (poème de Charles Anthony Silvestri)
- Little Birds (poème d'Octavio Paz)
- Little Tree (poème d'E. E. Cummings)
- Lux Aurumque (poème d'Edward Esch; traduit du latin par Charles Anthony Silvestri)
- She Weeps Over Rahoon (poème de James Joyce)
- Sleep (poème de Charles Anthony Silvestri)
- The Seal Lullaby (poème The White Seal de Rudyard Kipling)
- This Marriage (poème de Jalal al-Din Rumi)
- Three Flower Songs
  - I Hide Myself (poème d'Emily Dickinson)
  - With a Lily in Your Hand (poème de Federico García Lorca)
  - Go, Lovely Rose (poème d'Edmund Waller)
- Three Songs of Faith (poème d'E.E. Cummings)
  - I will wade out
  - Hope, Faith, Life, Love
  - I thank You God for most this amazing day[6]
- When David Heard (from II Samuel 18:33)
- Water Night (poème d'Octavio Paz; translated by Muriel Rukeyser)
- Winter (poème d'Edward Esch)

### Pour cordes
- Lux Aurumque
- Water Night

### Pièce de théâtre
- Paradise Lost: Shadows and Wings

### Autres arrangements
- Rak HaHatchala (Début seulement) [voir The Five Hebrew Love Songs] ; pour soprano solo, violon solo et piano

## Honneur
L'astéroïde (198971) Whitacre est nommé en son honneur.